# Eric Barry
Eric Lawrence Barry (1927–2015) est un militaire canadien de profession et le lord-prieur du très vénérable ordre de Saint-Jean de 2002 à 2008.

## Biographie
Eric Lawrence Barry a été officier commandant des Royal Canadian Hussars de 1960 à 1964,. Il a servi durant 17 années dans la réserve de l'armée canadienne et a été membre à vie de la Royal Canadian
Armoured Corps Association.
Barry a passé une partie de sa carrière dans des organisations à buts non lucratifs. Barry a travaillé dans le civil dans le textile à partir de 1979 devenant même président de l'Institut canadien des textiles,,. Dans le cadre de cette dernière activité dans le textile, il a été conseiller dans de nombreuses négociations transnationales comme le Multifibre Arrangement, les négociations sur le libre échange entre le Canada et les États-Unis et le NAFTA,.
En 1968, il devient volontaire dans l'Ambulance de l'ordre de Saint-Jean. Ensuite, en 1971, il entre dans l'ordre Saint Jean de Jérusalem comme Frère servant. Il en franchit tous les grades, devient Chancelier du Prieuré du Canada puis continue sa progression jusqu'à devenir Lord prieur de l'Ordre en 2002 après avoir été nommé Bailli Grand Croix en 1999,,. Comme lord prieur, il succède à Samuel George Armstrong Vestey, troisième lord de Vestey. C'est sous sa présidence que l'Ambulance Saint Jean perçoit sa plus forte donation (près de 1.5 million de dollars) de la part de la Fondation J.-W.-McConnell.
Résidant en Ontario, à Oakville, il fait partie de l'association les Amis de la Feuille d'érable et la Croix blanche.

## Distinctions honorifiques
- - CD (1960)[2],[3],[6]
- - GCStJ[3],[6]